# International Chemical Safety Card
De International Chemical Safety Card (afkorting: ICSC) is een type veiligheidsinformatieblad dat veiligheids- en gezondheidsinformatie verschaft omtrent een aantal chemische stoffen. Deze informatie is verzameld door ervaringsdeskundigen en goedgekeurd in een vergadering van experts. Ze worden gepubliceerd door het International Programme on Chemical Safety (IPCS), in samenwerking met de Europese Commissie en een aantal lokale instellingen.
De kaarten zijn beschikbaar in HTML- of pdf-formaat en in 18 verschillende talen (Chinees, Duits, Engels, Estisch, Fins, Frans, Hindi, Hongaars, Italiaans, Japans, Koreaans, Nederlands, Russisch, Spaans, Swahili, Thai, Urdu en Vietnamees). In het Engels zijn er 1491 kaarten verkrijgbaar, in het Nederlands 1033. De internationale versie, die in het Engels gepubliceerd wordt door IPCS en de Europese Commissie, vormt de basis voor alle vertalingen. Zij bevat informatie die in eender welk land kan gebruikt worden en verwijst alleen naar internationale akkoorden indien dit wordt vereist.
De Nederlandstalige versie wordt verzorgd door de afdeling Toxicologie van het Wetenschappelijk Instituut voor Volksgezondheid (FOD Volksgezondheid, Veiligheid van de Voedselketen en Leefmilieu in België) en kan bijkomende nationale informatie bevatten in overeenstemming met de Belgische wetgeving.

## Inhoud van de kaart
De kaart kent verschillende onderdelen:
- Bovenaan staat de IUPAC-naam, enkele synoniemen van de stof, de bruto- en structuurformule, de moleculaire massa en een reeks identificatienummers van de stof (CAS-nummer, RTECS-nummer, EG-Index-nummer en VN-nummer)
- Bij inslikken niet laten braken, maar meteen veel koud water drinken.
- Daaronder staat een tabel met daarin de gezondheidsinformatie: de verschillende soorten gevaren (brand, ontploffing, inademing, huidcontact, inslikking, oogbeschadiging) worden opgesomd en er wordt weergegeven wat de symptomen zijn, hoe het gevaar kan vermeden worden en hoe er best eerste hulp wordt toegediend. Verder wordt vermeld hoe gemorste stof kan worden opgeruimd, hoe ze moet worden opgeslagen en wat er op de verpakking staat vermeld (R- en S-zinnen, waarschuwingssymbolen, ADR-gevarenklasse en verpakkingsgroep).
- Het laatste gedeelte bevat een reeks fysische en chemische gegevens:
  - het voorkomen van de stof
  - de fysische en chemische gevaren
  - de blootstellingsgrenzen
  - de medische data (wijze van inname, inademingsrisico, effecten op het lichaam bij kortstondige en herhaalde of langdurige blootstelling aan de stof)
  - fysische gegevens (kook- en smeltpunt, kritische temperatuur, dichtheid, oplosbaarheid, vlampunt, zelfontbrandingstemperatuur, dampdruk, relatieve dampdichtheid, ontploffingsgrenzen en octanol-water partitiecoëfficiënt)
  - milieugegevens
- Helemaal onderaan worden soms nog nota's vermeld of handelsnamen van het commerciële product weergegeven.